# 十二町村
十二町村（じゅうにちょうむら）は、かつて富山県氷見郡にあった村。現在の氷見市十二町地区で、地元の住民は親しみをこめて「ジンチョウ」と呼んでいる。

## 沿革
- 1889年（明治22年）4月1日 - 町村制の施行により、射水郡十二町村、西朴木村、万尾村、中谷内村、上久津呂村、下久津呂村、粟原村、海津村、川尻村、中島新村の区域の一部及び古江新村の区域をもって、射水郡十二町村が発足する。
- 1896年（明治29年）3月29日 - 郡制の施行のため、射水郡の区域から分立して、氷見郡が発足により、氷見郡に所属となる。
- 1954年（昭和29年）4月1日 - 氷見市に編入する。

## 歴代村長
出典→
1. 伊藤正孝（1889年7月23日 - 1890年）
2. 矢崎外吉（1890年12月28日 - 1894年10月10日）
3. 的場富士彦（1894年10月28日 - 不詳）
4. 的場富士彦（1898年11月8日 - 不詳）
5. 的場富士彦（1902年11月19日 - 1903年3月25日）
6. 中山新二（1903年5月11日 - 1903年7月15日）
7. 村上祐太郎（1904年2月2日 - 不詳）
8. 村上祐太郎（1908年2月2日 - 不詳）
9. 中山重三（1910年9月22日 - 1912年10月28日）
10. 湊伊作（1912年11月25日 - 1916年4月30日）
11. 伊佐名藤次郎（1916年9月8日 - 1918年1月10日）
12. 浦山太兵衛（1918年3月1日 - 1920年11月7日）
13. 中田庄平（1920年12月15日 - 1922年6月12日）
14. 的場富士彦（1922年7月3日 - 1923年12月15日）
15. 中井兵吉（1923年4月16日 - 1928年4月15日）
16. 南彦左衛門（1928年4月30日 - 1929年8月5日）
17. 谷井庄八郎（1929年8月14日 - 1930年2月6日）
18. 滝根太右衛門（1930年2月26日 - 1934年2月25日）
19. 中田庄平（1934年2月26日 - 1938年2月25日）
20. 矢崎嘉十郎（1938年2月26日 - 1940年2月19日）
21. 矢崎嘉十郎（1940年9月25日 - 1946年6月12日）
22. 谷井庄太郎（1947年4月7日 - 1951年4月5日）
23. 積良徹（1951年4月26日 - 1954年3月31日）